# Eupoecilia cracens
Eupoecilia cracens es una especie de polilla del género Eupoecilia, familia Tortricidae.
Fue descrita científicamente por Diakonoff en 1982.

## Distribución
Se encuentra en Sri Lanka.